# 石狩橋本駅
石狩橋本駅（いしかりはしもとえき）は、かつて北海道樺戸郡新十津川町上徳富にあった日本国有鉄道（国鉄）札沼線の駅（廃駅）である。事務管理コードは▲120205。

## 歴史
もともと新十津川村（当時）内への鉄道駅設置について、村内の大半は役場が設けられた中徳富（初代、のちの新十津川駅）のほか、上徳富・下徳富の2か所を合わせた3駅設置を支持していたが、橋本町の住民は2駅のみの設置を主張した。これは橋本町へ2駅目を設置することで、役場の中徳富から橋本地区への移転・橋本地区の新十津川村からの分村をもくろんだものであると批判され、村内で論争となった。
その後鉄道省は上徳富・中徳富・下徳富の3駅設置をいったん決定したが、これに対し橋本町の住民が当地付近の「上徳富高台」への駅設置を陳情し、この主張が受け入れられる形で当駅を含む4駅が開設されることとなった。
- 1931年（昭和6年）10月10日：鉄道省札沼北線石狩沼田 - 中徳富（初代、現在の新十津川）間開通とともに開業[4]。一般駅[1]。
- 1943年（昭和18年）10月3日：太平洋戦争の激化により、不要不急線として休止[1]。
- 1953年（昭和28年）11月3日：札沼線浦臼 - 雨竜間復活により営業再開[1]。
- 1972年（昭和47年）6月19日：札沼線新十津川 - 石狩沼田間廃止とともに廃駅となる[1]。

### 駅名の由来
地名より。石狩川に橋を架けた際、そのたもとに形成された宿場を「橋本町」と呼んだことによる。
橋本町住民が4駅目の設置を陳情した際、名称を「新十津川」とするよう主張したが、これに対しても村内で論争が起き、開業直前の1931年（昭和6年）5月8日の村会において、当駅を「新橋本」、中徳富設置の駅を「新十津川」とするよう鉄道当局に請願することとなり、5月11日に村長名で請願が行われた。請願に際し理由については次のように述べられている（文は引用に際し仮名をひらがな、数字をアラビア数字とした）。
これを受けて、中徳富設置の駅は「中徳富（その後休止を経て復活する際に新十津川に改称）」、当駅は「石狩橋本」と命名されることとなった。旧国名の石狩を冠したのは、すでに横浜線橋本駅と和歌山線橋本駅があったためとされている。

## 駅構造
地上駅で、廃止時まで駅員配置されていた。
駅舎は札幌に向かって左手の東側に設置され、駅舎前の単式ホーム1面1線と副本線、駅舎横札幌側の貨物ホームに引込線を1本有していた。

## 利用状況
乗車人員の推移は以下のとおり。1日平均は年間の値を当該年度の日数で除した値を括弧書きで示す。
| 年度               | 乗車人員 | 乗車人員 | 出典  | 備考                        |
| 年度               | 年間     | 1日平均  | 出典  | 備考                        |
| ------------------ | -------- | -------- | ----- | --------------------------- |
| 1953年（昭和28年） | 9,407    | (25.8)   | [ 8 ] | 同年11月3日より営業（再開） |
| 1958年（昭和33年） | 42,412   | (116.1)  | [ 8 ] |                             |
| 1962年（昭和37年） | 37,454   | (102.6)  | [ 8 ] |                             |

## 駅周辺
- 国道451号
- 新十津川神社
- 国道275号

## 駅跡
営業当時の農業倉庫が残るが、鉄道用地は宅地化されている。

## 隣の駅
日本国有鉄道
札沼線
新十津川駅 - 石狩橋本駅 - 上徳富駅